# Applied Physics B
Az Applied Physics B – Lasers and Optics egy 1981-es alapítású lektorált fizikai szakfolyóirat. Kiadója a Springer mely a folyóiratot kéthetente adja közre. Társlapja az 1973-ban alapított Applied Physics A – Materials Science and Processing.

## Tartalma
A folyóirat témája az alkalmazott fizika legtöbb területét lefedi, ezen belül az optikai témákra koncentrál. Cikkeinek témája például szilárdtestek kísérleti és elméleti vizsgálatával, ezen belül például lézerfizikával, lineáris és nemlineáris optikával, ultragyors jelenségekkel, fotonikus eszközökkel, optikai és lézeranyagokkal, továbbá kvantumoptikával, illetve atomok, molekulák, és összetettebb szerkezetek optikai spektroszkópiájával lehet kapcsolatos. A szakmai publikációk mellett meghívásra írt összefoglalókat (review cikkeket) is közöl.
A két társfolyóirat szerkesztői illetve a Springer 1998-ban közösen alapította az évente adományozott, 5000 dolláros Julius Springer alkalmazott fizikai díjat, mellyel elsősorban az alkalmazott szilárdtestfizika kiemelkedő teljesítményeit nyújtó kutatóit díjazzák.

## Tudománymetrikai adatai
| Mérőszám                                                | 2015  |
| ------------------------------------------------------- | ----- |
| Összes publikáció                                       |       |
| Impaktfaktor (hatástényező)                             | 1,785 |
| Az impaktfaktor ötéves átlaga (five-year impact factor) | 1,686 |
| Közvetlenségi index (immediacy index)                   | 0,42  |
| Az idézések felezési ideje (cited half-life)            | 7,20  |
| EigenFactor-pontszám                                    | 0,02  |
| A cikkek hatása (Article Influence Score)               | 0,60  |
| CiteScore                                               |       |
| (Source-Normalized Impact per Page, SNIP)               | 1,035 |
| SCImago-rang (SJR)                                      | 0,983 |
| 1. 2. 3. 4. 5. 6. 7.                                    |       |